# Liste von Parkanlagen in Düsseldorf

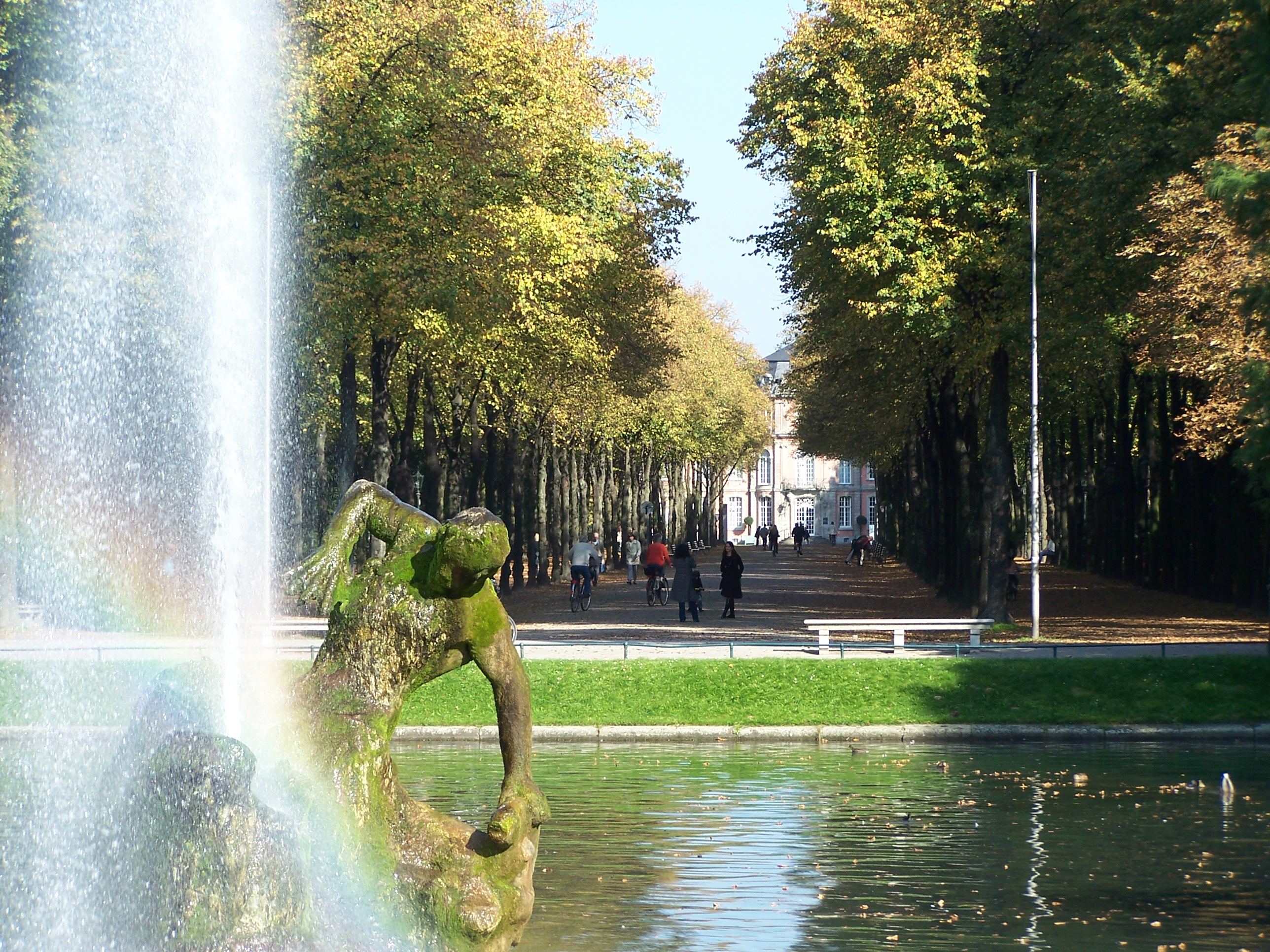
Jröne Jong im Hofgarten Düsseldorf

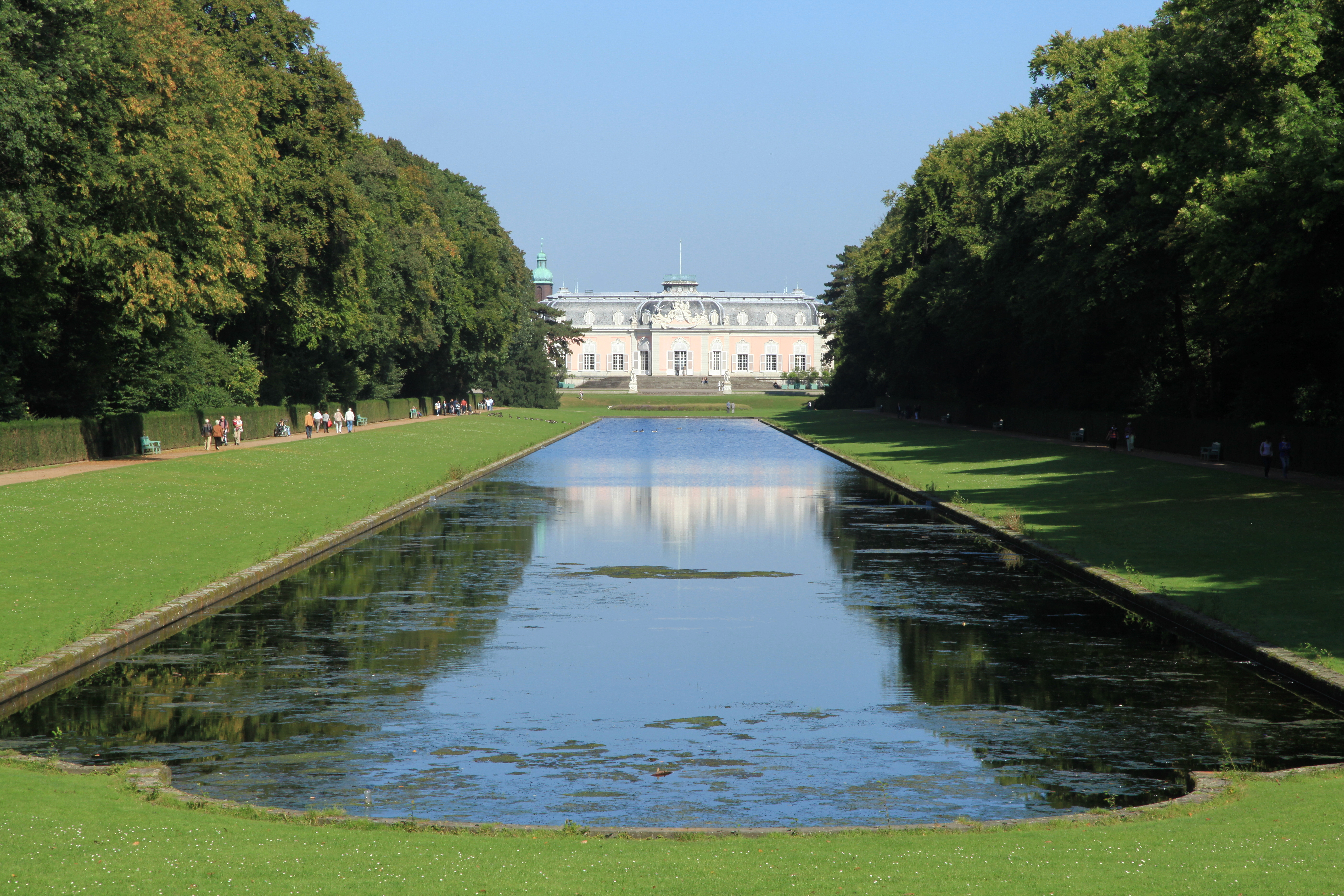
Spiegelweiher im Schlosspark Benrath

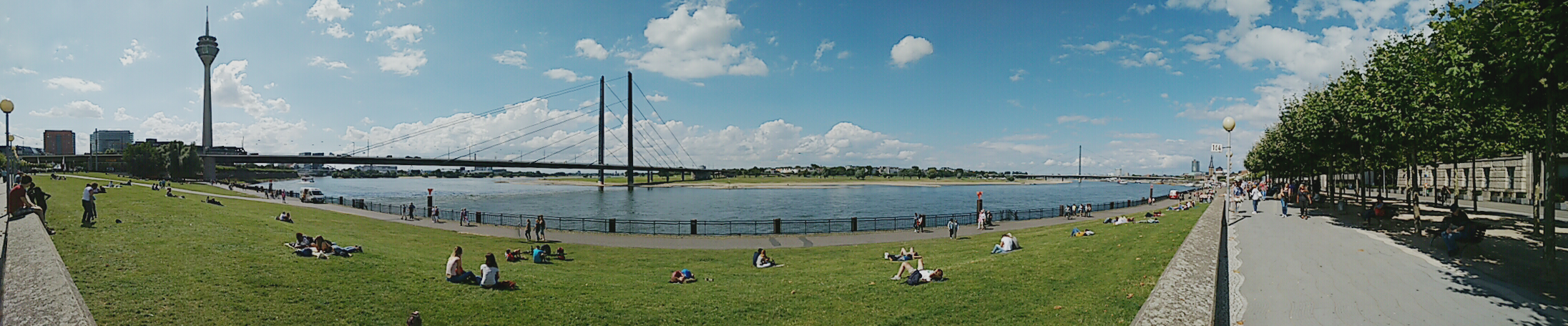
Rheinpark Bilk in der Carlstadt

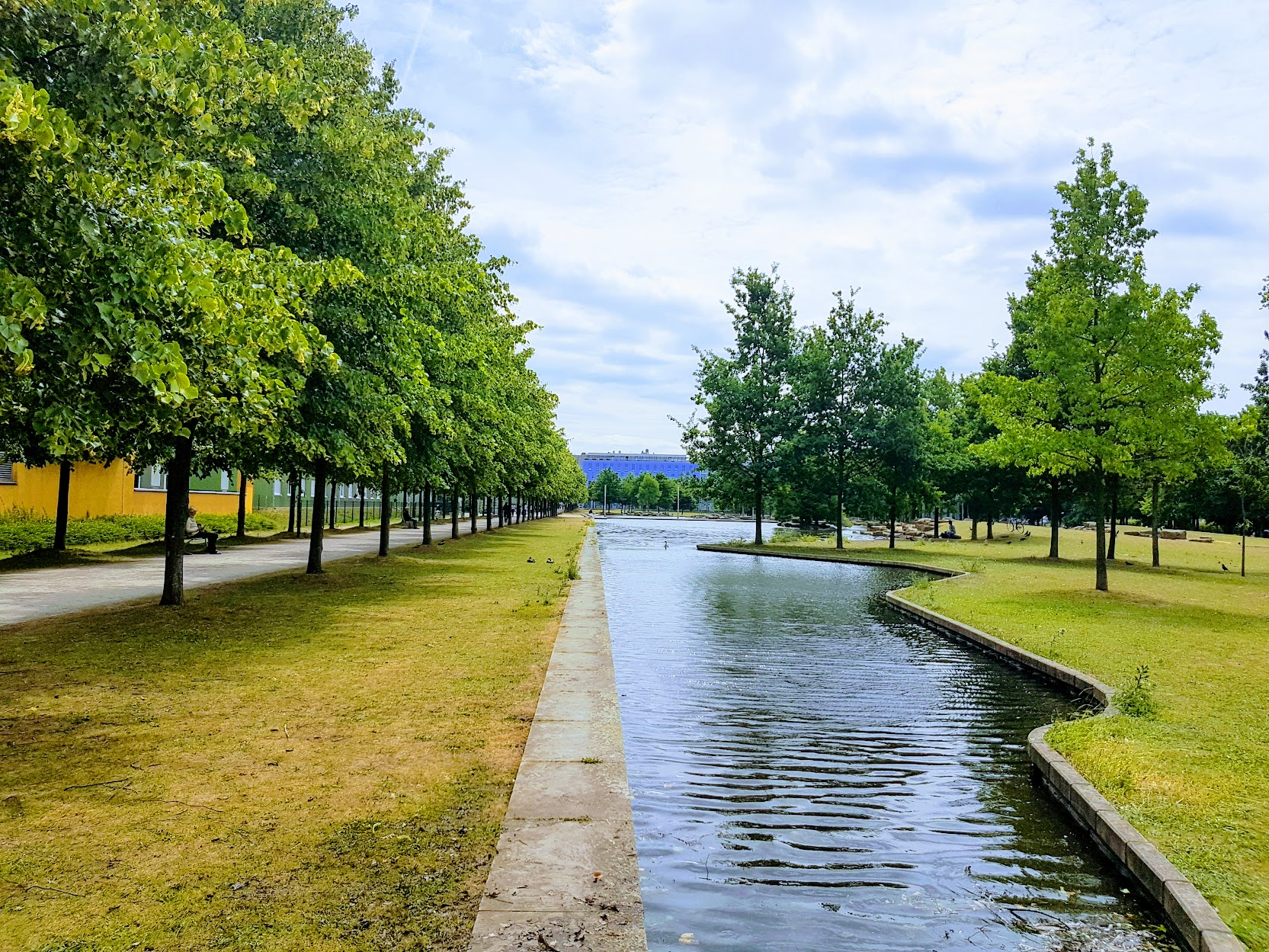
IHZ-Park in Flingern und Oberbilk (2017)

Die Liste von Parkanlagen in Düsseldorf nennt Parkanlagen und sonstige Grünanlagen in Düsseldorf. Die Einführung des Konzepts des Englischen Landschaftsgarten in Düsseldorf geht auf Maximilian Friedrich Weyhe zurück. Besondere Schäden am Baumbestand hinterließ der Sturm Ela im Juni 2014.

## Parks
- Alter Bilker Friedhof
- Belsenpark
- Botanischer Garten Düsseldorf
- Bürgerpark Am Stufstock
- Elbroichpark
- Florapark Düsseldorf
- Golzheimer Friedhof
- Hofgarten
- IHZ-Park
- Kögraben / Stadtgraben
- Lantz’scher Park
- Malkastenpark
- Maurice-Ravel-Park
- Nordpark Düsseldorf / Japanischer Garten
- Ökotop Heerdt[1]
- Ostpark Düsseldorf
- Ständehausanlagen / Spee’scher Graben[2]
- Rheingärtchen
- Rheinpark Bilk
- Rheinpark Golzheim
- Schlosspark Benrath
- Schlosspark Eller
- Schlosspark Garath
- Schlosspark Mickeln
- Südpark
- Stadt-Natur-Park Flingern
- Stadtwerkepark
- Volksgarten
- Zoologischer Garten Düsseldorf